# 巴塔哥尼亞灣

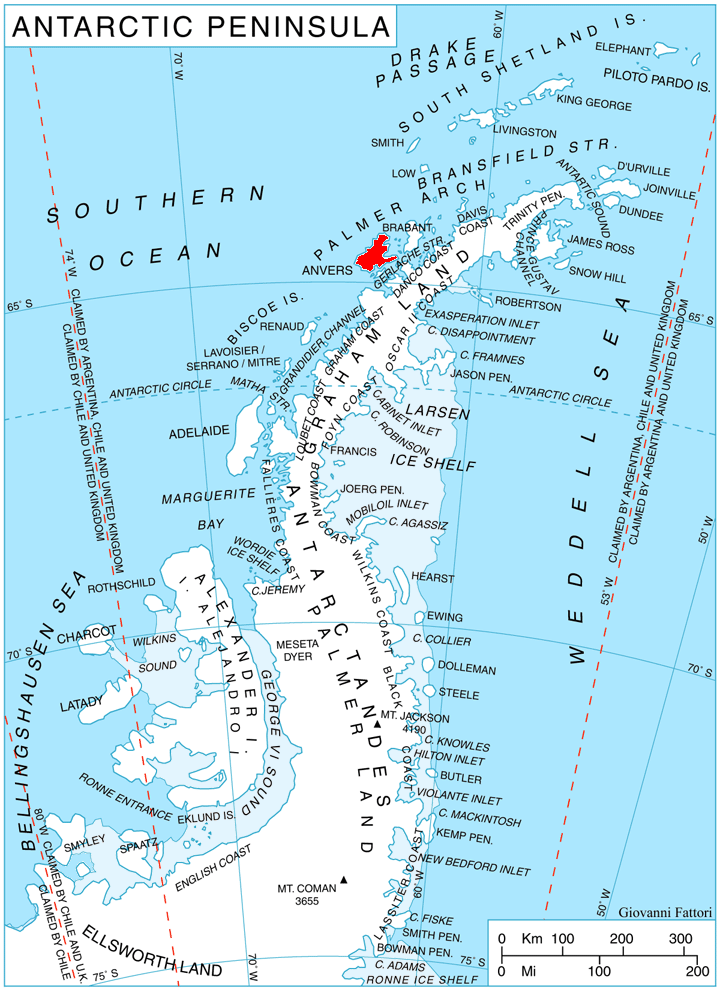

64°27′S 63°12′W / 64.450°S 63.200°W
巴塔哥尼亞灣（英語：Patagonia Bay）是南極洲的海灣，位於帕默群島的昂韋爾島東北岸，處於古爾頓半島和湯普森半島之間，現時由南極條約體系管理。